# Újrónafő
Újrónafő ist eine ungarische Gemeinde im Kreis Mosonmagyaróvár im Komitat Győr-Moson-Sopron. Zur Gemeinde gehört der Ortsteil Császárrét.

## Geografische Lage
Újrónafő liegt 35 Kilometer nordwestlich des Komitatssitzes Győr und 9 Kilometer südwestlich der Kreisstadt Mosonmagyaróvár. Nachbargemeinden sind Mosonszolnok, Jánossomorja, Károlyháza und Lébény.

## Gemeindepartnerschaft
- Hajdúböszörmény, Ungarn[3]

## Sehenswürdigkeiten
- Römisch-katholische Kirche Szent István király, erbaut 2013–2014
- Schloss, erbaut 1900–1921 im barocken Stil
- Wasserturm, erbaut Anfang des 20. Jahrhunderts

## Verkehr
Újrónafő ist nur über die Nebenstraße Nr. 85105 zu erreichen, nördlich des Ortes verläuft die Hauptstraße Nr. 86. Es bestehen Busverbindungen nach Mosonmagyaróvár, Mosonszolnok, Jánossomorja und Várbalog. Die nächstgelegenen Bahnhöfe befinden sich in Jánossomorja und Mosonmagyaróvár.